# Egesina cruciata
Egesina cruciata là một loài bọ cánh cứng trong họ Cerambycidae.